# 圣康坦德巴龙
圣康坦德巴龙（法語：Saint-Quentin-de-Baron，法語發音：[sɛ̃ kɑ̃tɛ̃ də baʁɔ̃]，意为“巴龙的圣康坦”）是法国吉伦特省的一个市镇，属于利布尔讷区。

## 地理
圣康坦德巴龙（44°49'4"N, 0°17'13"W）面积8.69 平方千米，位于法国新阿基坦大区吉倫特省，该省份为法国西南部沿海省份，是法國本土面积最大的省，北起滨海夏朗德省，西临大西洋，南至朗德省，东南接洛特-加龍省，东临多爾多涅省。
与圣康坦德巴龙接壤的市镇（或旧市镇、城区）包括：内里让、卡米亚克和圣但尼、巴龙、蒂扎克德屈尔通。

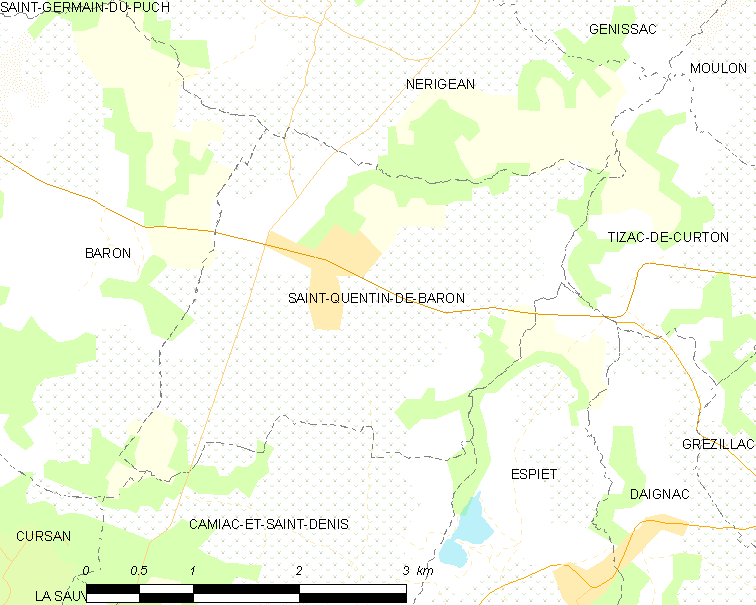
圣康坦德巴龙的OSM定位图

圣康坦德巴龙的时区为UTC+01:00、UTC+02:00（夏令时）。

## 行政
圣康坦德巴龙的邮政编码为33750，INSEE市镇编码为33466。

## 政治
圣康坦德巴龙所属的省级选区为多尔多涅山丘县。

## 人口

1962-2008年间圣康坦德巴龙人口变化图示

圣康坦德巴龙于2022年1月1日时的人口数量为2704人。